# Gasparia coriacea
Gasparia coriacea är en spindelart som beskrevs av Forster 1970. Gasparia coriacea ingår i släktet Gasparia och familjen Desidae. Inga underarter finns listade i Catalogue of Life.